# Paussini
Tribu
Les Paussini forment une importante tribu de coléoptères de la famille des Carabidae, sous-famille des Paussinae.

## Dénomination
Cette tribu a été décrite par l'entomologiste français Pierre André Latreille en 1807.

## Taxinomie[1]
- Sous-tribu Arthropteritina  (Luna de Carvalho, 1961) †

†Arthropterites
†Arthropterites klebesi
- Sous-tribu Carabidomemnina (Nagel, 1987)

Carabidomemnus (Kolbe, 1924)
Carabidomemnus pallidus (Raffray 1885)
Eohomopterus (Wasmann, 1899)
- Sous-tribu Cerapterina (Billberg, 1820)

Arthropterus (MacLeay, 1838)
Arthropterus wilsoni (Westwood)
Arthropterus feae (Gestro, 1892)
Arthropterus brevis (Westwood, 1851)
Cerapterus (Swederus, 1788)
Megalopaussus (Lea, 1906)
Megalopaussus amplipennis (Lea, 1906)
Mesarthropterus (Wasmann, 1926)
- Sous-tribu Heteropaussina (Janssens, 1953)

Heteropaussus (Thomson, 1860)
Heteropaussus cardoni (Gestro, 1901)
Heteropaussus dohrni (Ritesma, 1875)
Heteropaussus taprobanensis (Gestro, 1901)
- Sous-tribu Homopterina (Wasmann, 1920)

Homopterus (Westwood, 1838)
Homopterus brasiliensis (Westwood, 1841)
Homopterus steinbachi Kolbe, 1920
- Sous-tribu Paussina (Latreille, 1807)

Ceratoderus (Westwood 1841)
Ceratoderus oberthuri (Gestro, 1901)
Ceratoderus bifasciatus (Kollar, 1836)
Euplatyrhopalus (Desneux, 1905)
Granulopaussus (Kolbe, 1933)
Hylopaussus (Luna de Carvalho, 1989)
Hylotorus (Dalman, 1823)
 Hylotorus blanchardi (Raffray, 1882)
Lebioderus (Westwood, 1838)
Leleupaussus (Luna de Carvalho, 1962)
Melanospilus (Westwood, 1845)
Paussomorphus  (Raffray, 1885)
Paussomorphus chevrolati (Westwood, 1852)
Paussus (Linné, 1775)
Platyrhopalopsis (Desneux, 1905)
Platyrhopalus (Westwood, 1833)
- Sous-tribu Pentaplatarthrina

Hyperpentarthrus
Pentaplatarthus
Pentaplatarthrus bottegi (Gestro, 1895)
Pentaplatarthrus paussoides Westwood, 1833
Pentaplatarthrus gestroi Kolbe, 1896
Genres fossiles
- †Eopaussus
- †Protocerapterus
- †Succinarthropterus